# 庄司宇芽香
庄司 宇芽香（しょうじ うめか、1985年8月20日 - ）は、日本の女性声優、ナレーター。神奈川県小田原市出身 。青二プロダクション所属。

## 略歴
女子美術大学付属高校卒業、青二塾東京校25期生。東京アートスクール出身。
小学生の頃、テレビを見た時に同じ声優が違う作品や役名を担当していたことに気づいて、不思議に思ったと語っている。宝塚歌劇団にも憧れて関連校でも勉強したものの、声優業に夢をかけたという。
2008年に放送された『美肌一族』の美肌紗羅役でテレビアニメ初主演。

## 人物
音域はF# - C（2オクターブ+4度）。
声優としては、多数のアニメ、ドラマ、ゲーム、洋画に出演しており、多数のテレビ番組のナレーションも務めている。
趣味は猫観賞、宝塚観劇。
2018年から2020年まで放送された『ゲゲゲの鬼太郎（第6作）』においては、ヒロインとしてねこ娘役を担当。元々は藤井ゆきよが演じる犬山まな役のオーディションを受けていたが、本人はねこ娘を希望しており、どうしてもやりたいと思っていたところをスタッフからねこ娘役のオーディションを受けるように言われて参加し、ねこ娘役を射止めた。第39話では歴代ねこ娘を演じた三田ゆう子（第3作）、西村ちなみ（第4作）、今野宏美（第5作）と共演が実現した。
2021年から出演している『ワッチャプリマジ!』の皇あまね役については、庄司がかつて目指していた宝塚歌劇団の男役を思わせる人物像であること、庄司が声優になるきっかけとなったアニメ作品を手掛けていた佐藤順一が同作品の総監督を務めていることなどから、「佐藤順一総監督の作品を見て声優という職業を知り、宝塚に憧れ芸能界を志した私にとってあまね役は使命・運命」と話している。また、シリーズ構成の坪田文の意向により、あまねの師匠に当たる花屋敷翠子役に森なな子（冴輝ちはや）、一部エピソードの脚本やキャラクターソングの作詞に天真みちるを起用するなど、あまねに関するエピソードには実際の宝塚歌劇団経験者が携わっている。
一人っ子である。

## 出演
太字はメインキャラクター。

### テレビアニメ
2006年
- 金色のコルダ〜primo passo〜（森真奈美、火原和樹〈中学時代〉、女子生徒、子供）
- DEATH NOTE（女子生徒）
- パピヨンローゼ New Season（邪神参謀スー）
- 祝!(ハピ☆ラキ)ビックリマン（天女）
- 冒険王ビィト エクセリオン（男の子）

2007年
- キャラウッドプロジェクト なぞなぞう（モモチャ）
- ゲゲゲの鬼太郎（第5作）（2007年 - 2008年、子供、お菊、メイド、少女、従業員）
- ご愁傷さま二ノ宮くん（少女〈真由〉、仲丸ゆきえ）
- シャイニング・ティアーズ・クロス・ウィンド（カリス）
- 逮捕しちゃうぞ フルスロットル（女性警官）
- 電脳コイル（電話の声）
- はたらキッズ マイハム組（2007年 - 2008年、レースクイーン / ケイ、ナオト）
- モノノ怪 「化猫」（新聞社社員）
- レ・ミゼラブル 少女コゼット（メイド、少女）
- レンタルマギカ（2007年 - 2008年、ラジオアナウンサー、人魚）
- ONE PIECE（2007年 - 2020年、市民、婦人、ラン、イナズマ〈女〉、ソリティア 他）

2008年
- おでんくん（太鼓ウサギ）
- ケメコデラックス!（カイト・B・サウンズ）
- 西洋骨董洋菓子店 〜アンティーク〜（伊東）
- ちびまる子ちゃん（2008年 - 2022年、ひろあきのお母さん〈3代目〉、お姉さん）
- ネオ アンジェリーク Abyss（女子生徒）
- ねぎぼうずのあさたろう（2008年 - 2009年、仲居、下働き、村女）
- のだめカンタービレ 巴里編（ホステスA）
- 墓場鬼太郎（老婆）
- 伯爵と妖精（貴婦人）
- 美肌一族（美肌紗羅）
- ヒャッコ（クラスメイトC）
- ポルフィの長い旅（年配のシスター、花売り娘、ナリッサ）
- 魔法遣いに大切なこと〜夏のソラ〜（斉木優香、権田澪菜、バスの女性客）
- ルパン三世 sweet lost night 〜魔法のランプは悪夢の予感〜（子供時代のアダム）

2009年
- 怪談レストラン（電話の女性）
- クイーンズブレイド 流浪の戦士（シスター）
- こんにちは アン 〜Before Green Gables（ジリアン）
- 戦場のヴァルキュリア（ホーマー・ピエローニ）

2010年
- あにゃまる探偵 キルミンずぅ（高柳レイコ）
- SDガンダム三国伝 Brave Battle Warriors（子供、母親）
- 聖痕のクェイサー（警備員、女子生徒A）
- ちゅーぶら!!（千草）
- ドラゴンボール改（女性キャスター）
- 爆丸バトルブローラーズ ニューヴェストロイア（アニー）
- ひめチェン!おとぎちっくアイドル リルぷりっ（もみじ）

2011年
- THE IDOLM@STER（花嫁）
- 異国迷路のクロワーゼ The Animation（婦人2）
- C（江原の妻、女性）
- デジモンクロスウォーズ 〜時を駆ける少年ハンターたち〜（2011年 - 2012年、葉月ハルカ、ポヨモン、部員B、店員A、男子1 他）
- まじっく快斗（女の子、女子）
- 魔乳秘剣帖（お鈴）

2012年
- 聖闘士星矢Ω（2012年 - 2013年、小町、女、ディアーナ）
- BRAVE10（若い清海）
- マギ（母親）

2013年
- 遊☆戯☆王ZEXAL II（凌牙の母、ナース）

2014年
- アオハライド（女教師）
- 鬼灯の冷徹（2014年 - 2018年、イワ姫） - 2シリーズ
- ワールドトリガー（2014年 - 2021年、水沼先生、国近柚宇、藤沢樹、熊谷友子） - 2シリーズ
- ONE PIECE “3D2Y” エースの死を越えて! ルフィ仲間との誓い（ラン）

2015年
- ゴッドイーター（コウタ母）
- それが声優!（すーちゃん）

2016年
- デジモンユニバース アプリモンスターズ（2016年 - 2017年、花嵐エリ）
- 美少女戦士セーラームーンCrystal Season III（シプリン、プチロル）
- 霊剣山 星屑たちの宴（あや）

2017年
- 名探偵コナン（2017年 - 2022年、江崎比呂、墓瀬真弓）
- 賭ケグルイ（2017年 - 2019年、沙織、案内役） - 2シリーズ

2018年
- ゲゲゲの鬼太郎（第6作）（2018年 - 2020年、ねこ娘、黒猫、濡れ女）
- BANANA FISH（マーディア・ウォン）
- はるかなレシーブ（トーマス・マリッサ、審判）
- 爆釣バーハンター（2018年 - 2019年、トッタの母）

2019年
- ギヴン（栗原和果、真冬〈幼少期〉）

2020年
- ブラッククローバー（エルヴィラ・アギーレ）
- トニカクカワイイ（由崎星空〈子供時代〉）
- 憂国のモリアーティ（ミシェル）

2021年
- ワンダーエッグ・プライオリティ（保科あずさ、ひまり）
- D_CIDE TRAUMEREI THE ANIMATION（幼い純平）
- ワッチャプリマジ!（2021年 - 2022年、皇あまね）

2022年
- SPY×FAMILY（2022年 - 2023年、カミラ） - 3シリーズ
- BIRDIE WING -Golf Girls' Story-（2022年 - 2023年、カトリーヌ） - 2シリーズ

2023年
- スキップとローファー（志摩の母）
- ひろがるスカイ!プリキュア（2023年 - 2024年、一番星 / エルレイン / キュアノーブル）
- シャングリラ・フロンティア（岩巻真奈）
- め組の大吾 救国のオレンジ（十朱杏子）
- アークナイツ【冬隠帰路/PERISH IN FROST】（ナイン）
- 薬屋のひとりごと（2023年 - 2025年、河南） - 2シリーズ

2024年
- ゆびさきと恋々（芦沖実桜〈成人・少女期〉）
- パズドラ（2024年 - 2025年、ピンク）

2025年
- 機動戦士Gundam GQuuuuuuX（シムス・アル・バハロフ）
- 出禁のモグラ（浮雲）
- SANDA（冬村四織）

### 劇場アニメ
2000年代
- 永遠の法（2006年）
- ONE PIECE エピソードオブアラバスタ 砂漠の王女と海賊たち（2007年）

2010年代
- 聖☆おにいさん（2013年、孫娘）
- クレヨンしんちゃん 襲来!!宇宙人シリリ（2017年、若者B）
- 名探偵コナン ゼロの執行人（2018年、アナウンサーD）

2020年代
- 鬼太郎誕生 ゲゲゲの謎（2023年、ねこ娘）
- 劇場版 SPY×FAMILY CODE: White（2023年、カミラ）

### OVA
2005年
- 大YAMATO零号（カイン〈子供時代〉）

2007年
- 聖闘士星矢 冥王ハーデス冥界編 後章（貴鬼）

2008年
- 聖闘士星矢 冥王ハーデスエリシオン編（貴鬼）
- ドラゴンボール オッス!帰ってきた孫悟空と仲間たち!!（レポーター）
- ないしょのつぼみ（高松奈々実）

2009年
- ときめきメモリアル4 ORIGINAL ANIMATION -始まりのファインダー-（郡山知姫）

2010年
- ドラゴンボール 超サイヤ人絶滅計画（リポーター）

2011年
- 英雄伝説 空の軌跡 THE ANIMATION（ジョゼット・カプア）
- 戦場のヴァルキュリア3 誰がための銃瘡（レイラ・ピエローニ）

2012年
- 聖☆おにいさん（OL）

2018年
- デビルズライン（武谷伊吹） - コミックス第12巻限定版

### Webアニメ
- Starry☆Sky（2011年、不良〈1〉）
- ULTRAMAN（2022年、ルビック星人）
- ヴァンパイア・イン・ザ・ガーデン （2022年、カエデ）
- 攻殻機動隊 SAC_2045 SEASON2（2022年、ミズカネスズカ[34]）
- Fate/Grand Order 藤丸立香はわからない Season2（2025年、ゼノビア）

### ゲーム
2005年
- 大航海時代Online（イレーヌ）

2006年
- 炎の宅配便
- 英雄伝説 空の軌跡SC（ジョゼット・カプア）
- ブライトキングダムオンライン（ペイ、ジュリア）
- 麻雀大会IV（有馬桜子）
- レッスルエンジェルス サバイバー（アリス・スミルノフ、ブリジット・ウォン）

2007年
- アルトネリコ2 世界に響く少女たちの創造詩（空猫）
- 英雄伝説 空の軌跡 the 3rd（ジョゼット・カプア）
- 金色のコルダ2（森真奈美、滝沢美崎）
- 金色のコルダ2 アンコール（若菜有沙、木村水月）
- 体感魔法少女 マジっすか!?（カオリ）
- DEAR My SUN!!〜ムスコ★育成★狂騒曲〜（服部冬美）
- バトルファンタジア（こより）
- xxxHOLiC 〜四月一日の十六夜草話〜（虎嗣、カンパネルラ、里見美禰子、胡蝶、北条政子）
- 麻雀大会Wii（大橋梓）
- まほろばStories -Library of Fortune-（ラジエル、王女レミエール、シエラ、天雲）
- ルニア戦記（アリエン・カルネス）

2008年
- 悪魔城ドラキュラ 奪われた刻印（モニカ 他）
- 三國志Online
- 戦場のヴァルキュリア（ホーマー・ピエローニ、フロージア・ヨーク、キャスリン・オハラ）
- ソラユメ
- ポイズンピンク（ヴィヴィアン）
- レッスルエンジェルス サバイバー2（アリス・スミルノフ、ブリジット・ウォン）

2009年
- アラド戦記（オフィーリア・ベイグランス、ミンタイ 他）
- 真・三國無双5 Empires（エディット武将〈無邪気、冷静〉）
- 戦国無双3（竹中半兵衛、綾御前）
- ときめきメモリアル4（郡山知姫）
- VitaminZ（小宮山珠紀、桐丘大 他）
- FRAGILE 〜さよなら月の廃墟〜（P.F）
- 魔女になる。（シータ、コーシカ、ポスト）
- 龍が如く3（咲）
- リルぷりっ ゆびぷるひめチェン!（クリス）
- Lucian Bee's RESURRECTION SUPERNOVA（メルローズ・アタッチメント）
- Wonderland ONLINE -王者の栄光-（鈴音）

2010年
- ゴッドイーター（プレイヤーボイス、コウタの母）
- ゴッドイーター バースト（プレイヤーボイス、コウタの母）
- 戦場のヴァルキュリア2 ガリア王立士官学校（ホーマー・ピエローニ）
- トリニティ ジルオール ゼロ（メイア）
- BLUE ROSES 〜妖精と青い瞳の戦士たち〜（ミレーユ）
- 北斗無双（バット、アイリ）

2011年
- Another Century's Episode Portable（アニタ・ナヴァロ）
- 死神と少女（太宰ともゑ）
- 聖闘士星矢戦記（貴鬼）
- 戦国無双3 猛将伝（竹中半兵衛、綾御前）
- 戦国無双3 Z（竹中半兵衛、綾御前）
- 戦国無双3 Empires（竹中半兵衛、綾御前）
- 戦国無双 Chronicle（竹中半兵衛、綾御前、主人公女）
- 戦場のヴァルキュリア3 -Unrecorded Chronicles-（レイラ・ピエローニ、ホーマー・ピエローニ）
- FabStyle（立花真理、浜井亜里紗）
- 無双OROCHI 2（2011年 - 2013年、竹中半兵衛、綾御前） - 4作品

2012年
- 真・北斗無双（バット〈少年期〉、アイリ、アスカ）
- 戦国無双 Chronicle 2nd（竹中半兵衛、綾御前、主人公女1）
- スーパーロボット大戦OGサーガ 魔装機神II REVELATION OF EVIL GOD
- ルーンファクトリー4（ナンシー）

2013年
- カオス ヒーローズ オンライン（悪童、イレア）
- 聖闘士星矢 ブレイブ・ソルジャーズ（貴鬼）
- 下天の華（石田佐吉）
- ゴッドイーター2（プレイヤーボイス）
- シャイニング・アーク（ダイアナ、ロラン）
- Tiny×Machinegun（パトリシア・ノーリッシュ）
- 討鬼伝（橘花）

2014年
- 影牢 〜ダークサイド プリンセス〜（カエリア）
- シャイニング・レゾナンス（ラップル、ステラ）
- スーパーロボット大戦OGサーガ 魔装機神F COFFIN OF THE END（メルセン・サンティス）
- 戦国無双4（竹中半兵衛、綾御前）
- 討鬼伝 極（橘花）
- ヒーローバンク
- ペルソナQ シャドウ オブ ザ ラビリンス

2015年
- 英雄伝説 空の軌跡 FC Evolution（ジョゼット・ハール）
- CLOSERS（謎の双子）
- けものフレンズ（ジャングルキャット、マーコール、スマトラサイ、オオフウチョウ、ドードー、ズキンアザラシ、イワシャコ、ゲンブ）
- 聖闘士星矢 ソルジャーズ・ソウル（貴鬼）
- 第3次スーパーロボット大戦Z 天獄篇（尸刻）
- デジモンストーリー サイバースルゥース（藤咲サクラ）
- ワールド エンド エクリプス（エレチカ）

2016年
- 12オーディンズ（モニカ）
- ドラゴンボールフュージョンズ

2017年
- スーパーロボット大戦V（ジェイミー・リータ・スラウシル、コマンダー）
- LOST SPHEAR（ガルドラ）
- スーパーロボット大戦X-Ω（ドルテ・ドリーセン）

2018年
- 無双OROCHI 3（2018年 - 2019年、竹中半兵衛、綾御前） - 2作品
- 大乱闘スマッシュブラザーズ SPECIAL（Miiファイター〈タイプ2・12〉）
- ゴッドイーター3（イルダ・エンリケス）
- SOUL REVERSE ZERO（マリンチェ）

2019年
- スーパーロボット大戦T（サギリ・サクライ、ジェイミー・リータ・スラウシル）
- 幻奏喫茶アンシャンテ（ヴェンニーア）
- ブレイドエクスロード（メリル）

2020年
- 東方スペルバブル（十六夜咲夜）
- ぷよぷよ!!クエスト（ねこ娘）
- 真・北斗無双 アプリ版（バット）

2021年
- ラクガキ キングダム（チシャ）
- 戦国無双5（竹中半兵衛）
- Fate/Grand Order（2021年 - 2022年、ゼノビア）
- テイルズ オブ ルミナリア（ラプラス）

2022年
- ワッチャプリマジ!（2022年 - 2023年、あまね） - 2作品
- FORSPOKEN（フレイ・ホーランド）
- ドラゴンボール ザ ブレイカーズ（サバイバー）

2023年
- マブラヴ：ディメンションズ（ミズカネスズカ）

### ドラマCD
- アルトネリコ2 世界に響く少女たちの創造詩 ドラマCD Vol.1 SIDE ルカ（空猫）
- 英雄伝説 空の軌跡 ドラマCD 〜繋がる絆〜（ジョゼット・カプア）
- からっと! 第2巻（菜子）
- 純愛特攻隊長! 1（担任教師）
- 純愛特攻隊長! 2（遊佐知哉）
- 戦場のヴァルキュリア ドラマCD第1章（ホーマー・ピエローニ）
- 戦場のヴァルキュリア ドラマCD第2章（ホーマー・ピエローニ）
- “文学少女”と飢え渇く幽霊【前篇】（加賀ミサキ）
- 「 ニーア レプリカント 」 ウシナワレタコトバトアカイソラ（女性研究員）

### 吹き替え

#### 映画
- アナベル 死霊博物館（ダニエラ〈ケイティ・サリフ〉）
- アバター
- ウィッチマウンテン/地図から消された山
- エンドゲーム/大統領最期の日（英語版）
- ウォンタクの天使（チョン・シア）
- 宇宙戦争2008（エリン・ロス）
- キャプテン・アメリカ:ブレイブ・ニュー・ワールド（女性レポーターA[60]）
- クライモリ デッド・ビギニング（ジェナ）
- ゲーム・プラン
- サイコハウス（英語版）（ケーシー・イーストマン〈マディソン・ダヴェンポート〉）
- ザ・グラッジ 死霊の棲む屋敷（マルドゥーン刑事〈アンドレア・ライズボロー〉[61]）
- 縞模様のパジャマの少年（グレーテル〈アンバー・ビーティー〉）
- スーパーマン（フルレット[62]）
- スターにアイ・ラブ・ユー（アレクシス）
- ストリートファイター ザ・レジェンド・オブ・チュンリー
- TIME/タイム（カレラ〈レイチェル・ロバーツ〉）※劇場公開版
- タイムマシン大作戦（英語版）（ステファニー・ジェムソン〈チェルシー・ストウブ〉）
- バトル・ライダー（英語版）（カイオワ〈チェルシー・リケッツ〉）
- バンク・ジョブ
- ビートルジュース ビートルジュース（ジョディ〈レベッカ・オマラ〉[63]）
- ブライトバーン/恐怖の拡散者（ブランドン・ブライア〈ジャクソン・A・ダン〉）
- プルーブン・イノセント 冤罪弁護士（英語版）（マデリン〈ラシェル・ルフェーブル〉[64]）
- 僕の大切な人と、そのクソガキ
- ミッション:インポッシブル/ファイナル・レコニング（副パイロット[65]）
- リチャード・ジュエル（キャシー・スクラッグス〈オリヴィア・ワイルド〉[66]）
- レッドベルト 傷だらけのファイター

#### ドラマ
- アストリッドとラファエル 文書係の事件録（ジュール・ボワイエ）
- ヴィンチェンツォ（ホン・チャヨン〈チョン・ヨビン〉[67]）
- FBI: 特別捜査班
- お騒がせ探偵!スペンサー・シスターズ（ダービー・スペンサー〈ステイシー・ファーバー〉[68]）
- ゴースト 〜天国からのささやき シーズン2（エイミー・ホワイト）
- THE TUDORS〜背徳の王冠〜（ジェーン・シーモア）
- サバヨミ大作戦!（ローレン〈モリー・バーナード〉[69]）
- ザ・ホーンティング・オブ・ブライマナー（ダニ）
- ジョナス（ステラ）
  - ジョナス in L.A.（ステラ）
- スーパーナチュラル シーズン14 #6（ハーパー〈マディ・フィリップス〉）
- CHASE/逃亡者を追え!（英語版）（アイヴィー）
- ハードボール〜マイキーは転校生〜（ティファニー〈エリン・チョイ〉）
- MAD MEN（サリー・ドレイパー）
- ミッシング -サイキック捜査官-（ナタリー・アヴィタル）
- ONE PIECE（シャム）

#### アニメ
- スイチュー! フレンズ（ビー）
- スピリット: 自由に駆け抜けて -ポニー物語-（プルー[70]）
- 百妖譜（温夫人、媼姫）
- ホートン ふしぎな世界のダレダーレ（ルーディ）
- モンスターズ・ワーク（ヴァル・リトル）

### ナレーション
- 粋男流儀〜遊びの美学〜（BSフジ）
- 井筒和幸のホメシネ（スカパー!）
- ZIP! ニッポン生きもの係キャラバン（日本テレビ）
- 素晴らしき日本 鉄道の旅（BS-TBS）
- 世界陸上北京（TBS）
- 欅って、書けない?（テレビ東京）
- そこ曲がったら、櫻坂?（テレビ東京）
- ウラビデオ3 -THE BACK STAGE OF SEIKIMA XXV-
- ウラビデオ4 -THE BACK STAGE OF SEIKIMA XXX-
- NEWSな2人（TBS）※沢城みゆきの産休時の代役
- 東京2020の星・大集合（2018年12月31日、TBS）
- 万年浪人生応援バラエティ☆崖っぷちドリーマー（テレビ東京）
- 世界陸上ドーハ（TBS）
- 北アルプスドローン大縦走（NHK総合）
- 競馬血統研究所（フジテレビONE）
- 解体キングダム（NHK BSプレミアム）
  - 難航不落の"城"を攻略せよ!（2020年4月18日）[71]
  - 築400年の古刹を解体せよ（2021年1月30日）[72]
  - 街のシンボルを解体せよ（2021年5月1日）
  - 都心の超難敵を解体せよ（2021年10月15日）
  - 超巨大建造物を解体せよ!（2022年2月19日）
  - 京都 祇園のシンボルを解体せよ（2022年3月5日）
  - 高度経済成長期の難敵を解体せよ!（2022年5月7日）
  - "超巨大煙突"を解体せよ!（2023年1月3日）
  - レギュラー放送（2023年4月5日 - 、NHK総合）
- ランスマ倶楽部（NHK BS1→NHK BS）
- ラヴィット!（TBS）[73]
- BS1スペシャル「甲子園で輝きたい〜女子高校球児の夏〜」（2021年9月23日、NHK BS1）
- 世界陸上オレゴン（TBS）
- 天然素材NHK（NHK）
- 村田諒太 × 国枝慎吾 〜不可能を可能にするマインド〜（2024年1月8日、NHK BS）
- 報道ステーション（テレビ朝日）

### ラジオ
- 戦場のヴァルキュリア GBS第7小隊分局（ホーマー・ピエローニ）
- 魔女になる。ラジオ局みなと支部（2009年4月21日 - 8月16日）

### ラジオドラマ
- VOMIC
  - 明日泥棒（美矢）
  - ノノノノ（村松）
  - ぎんぎつね（船橋日輪子）

### 舞台
- Kiramune Presents リーディングライブ『鍵のかかった部屋』[74]
- シャーマンビジネスマン「乱童 RAN－DOH」 〜Voice in City〜
- もうひとつの竜馬伝 -配役を探す八人の登場人物-
- ワッチャ！リーディング！マジック！（2023年9月15日 - 16日、一ツ橋ホール） - 皇あまね 役[75]

### その他コンテンツ
- パチンコ 湘南爆走族（桃山マコ）
- 声優チャット
- 極限の科学 MORE, MORE, MOST!（サイエンスチャンネル、生徒役）
- ゲゲゲの鬼太郎 スペシャルファンブック特別付録 おしゃべり めざましどけい （2019年、ねこ娘[76]）
- 櫻坂46
  - 「2nd YEAR ANNIVERSARY 〜Buddies感謝祭〜」（2022年12月8日・9日、日本武道館）[77]
  - 「三期生おもてなし会」（2023年3月4日・5日、ぴあアリーナMM）[78]
  - 「Buddies感謝祭 2025・小池美波 卒業セレモニー」（2025年3月20日、幕張イベントホール）[79]
  - 「櫻坂46四期生 First Showcase」（2025年6月12日、有明アリーナ）[80]

## ディスコグラフィ

### キャラクターソング
| 発売日   | 商品名                                                                                | 歌 | 楽曲                                                                         | 備考                                                        |
| 2009年   | 2009年                                                                                | 2009年 | 2009年                                                                       | 2009年                                                      |
| -------- | ------------------------------------------------------------------------------------- | --- | ---------------------------------------------------------------------------- | ----------------------------------------------------------- |
| 12月3日  | ときめきメモリアル4 Character Single BOX                                              | 郡山知姫（庄司宇芽香） | 「In Science」                                                               | ゲーム『ときめきメモリアル4』関連曲                         |
| 12月23日 | 戦国無双3 光華繚演                                                                    | 竹中半兵衛（庄司宇芽香）、黒田官兵衛（高塚正也）                                                                                               | 「風と雲の掟」                                                               | ゲーム『戦国無双3』関連曲                                   |
| 2010年   |                                                                                       | |                                                                              |                                                             |
| 3月19日  | ときめきメモリアル4 ボーカル&ストーリーズ Vol.1                                       | 郡山知姫（庄司宇芽香） | 「キミとわたしのChemistry」                                                  | ゲーム『ときめきメモリアル4』関連曲                         |
| 2016年   |                                                                                       | |                                                                              |                                                             |
| 3月26日  | 戦国無双4 桜花爛漫                                                                    | 竹中半兵衛（庄司宇芽香） | 「俺的戦法」                                                                 | ゲーム『戦国無双4』関連曲                                   |
| 2017年   |                                                                                       | |                                                                              |                                                             |
| 7月26日  | デジモンユニバース アプリモンスターズ キャラクターソング&オリジナル・サウンドトラック | 花嵐エリ（庄司宇芽香）、ドカモン（くまいもとこ）                                                                                               | 「必中＠センターガール！」                                                   | テレビアニメ『デジモンユニバース アプリモンスターズ』関連曲 |
| 7月26日  | デジモンユニバース アプリモンスターズ キャラクターソング&オリジナル・サウンドトラック | 花嵐エリ（庄司宇芽香） | 「ゆびきり笑顔でドッカンパンチ☆」                                            | テレビアニメ『デジモンユニバース アプリモンスターズ』関連曲 |
| 2022年   |                                                                                       | |                                                                              |                                                             |
| 5月25日  | TVアニメ『ワッチャプリマジ！』キャラクターソングミニアルバム PUMPING WACCHA！ 02      | 皇あまね（庄司宇芽香）、ぱたの（小原好美） | 「The Secret Garden」                                                        | テレビアニメ『ワッチャプリマジ！』挿入歌                    |
| 5月25日  | TVアニメ『ワッチャプリマジ！』キャラクターソングミニアルバム PUMPING WACCHA！ 02      | 陽比野まつり（廣瀬千夏）、弥生ひな（内田彩）、甘瓜みるき（相良茉優）、心愛れもん（鈴木杏奈）、皇あまね（庄司宇芽香）                           | 「ワッチャ！プリーズ！マジック！-What's your "Please" Magic？-（5人ver.）」  | テレビアニメ『ワッチャプリマジ！』挿入歌                    |
| 2023年   |                                                                                       | |                                                                              |                                                             |
| 3月22日  | ワッチャプリマジ！ミュージックコレクション                                            | 弥生ひな（内田彩）、皇あまね（庄司宇芽香） | 「天頂のコンフィアンサ」                                                     | テレビアニメ『ワッチャプリマジ！』挿入歌                    |
| 3月22日  | ワッチャプリマジ！ミュージックコレクション                                            | 陽比野まつり（廣瀬千夏）、弥生ひな（内田彩）、甘瓜みるき（相良茉優）、心愛れもん（鈴木杏奈）、皇あまね（庄司宇芽香）、御芽河あうる（藤寺美徳） | 「ワッチャ！プリーズ！マジック！ -What's your "Please" Magic?- （6人ver.）」 | テレビアニメ『ワッチャプリマジ！』挿入歌                    |

### シリーズ一覧
1. ↑  第壱期（2014年）、第弐期その弐（2018年）
2. ↑  1stシーズン（2014年 - 2016年）、2ndシーズン（2021年）
3. ↑  第1期（2017年）、第2期『××』（2019年）
4. ↑  Season 1:第1クール（2022年）、Season 1:第2クール（2022年）、Season 2（2023年）
5. ↑  Season 1（2022年）、Season 2（2023年）
6. ↑  第1期（2023年 - 2024年）、第2期（2025年）
7. ↑  『無双OROCHI 2』（2011年）、『Special』（2012年）、『Hyper』（2012年）、『Ultimate』（2013年）
8. ↑  『無双OROCHI 3』（2018年）、『Ultimate』（2019年）
9. ↑  ワッチャプリマジ！（2022年）、ワッチャプリマジ！スタジオ（2022年 - 2023年）

### 初出話一覧
1. ↑  第37話初出
2. 1 2  第6話初出
3. ↑  第7話初出
4. ↑  第10話初出
5. ↑  第339話初出
6. ↑  第322話初出
7. ↑  第2話初出